# Communicationssprache

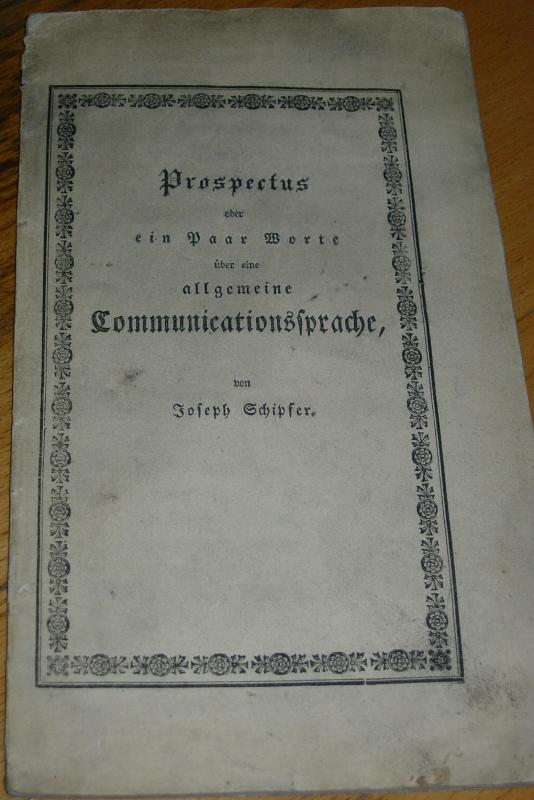
Copertina del libro di Schipfer

Il Communicationssprache, denominato più raramente anche Universal Glot, Weltsprache o Komuniklingvo, è una lingua ausiliaria internazionale creata nel 1839 dal tedesco Joseph Schipfer (Ransbach, 8 aprile 1761 - Niederwalluf, 27 gennaio 1843).

## Storia
L'autore svolgeva l'attività di proprietario terriero nel villaggio di Niederwalluf in Rheingau nei pressi di Wiesbaden. In una lettera del 20 febbraio 1840, intitolata Appello generale per l'umanità compassionevole egli descrisse le miserrime condizioni di vita dei francesi che vivevano nelle zone intorno al Rodano e alla Saona. In questa lettera parlò anche di un suo opuscolo relativo alla sua Comunicazione generale, o lingua del mondo. In alcuni suoi opuscoli successivi egli chiese il sostegno del Duca di Nassau per la pubblicazione di una grammatica della lingua, e di materiali didattici per adulti e ragazzi dai 12 ai 14 anni; con il proposito di sostenere le popolazioni disastrate della Francia per mezzo del ricavato della vendita di queste pubblicazioni. Ma le trattative non ebbero esito.
La corrispondenza tra Joseph Schipfer e il Ducato di Nassau dal 1835 al 1841 è custodita presso l'Archivio di Stato dell'Assia a Wiesbaden, e può essere visualizzata sotto la sigla 210/7907.
Contemporaneamente al suo libro in tedesco per la diffusione della sua lingua, l'autore ne pubblicò anche una versione in inglese. In essa venne usato per la prima volta il termine "lingua internazionale" per indicare una lingua artificiale.
La Communicationssprache, oltre ad essere stata una delle più antiche lingue ausiliarie internazionali e una delle primissime "a posteriori", è degna d'interesse nella storia dell'interlinguistica per altri due motivi principali. In primo luogo perché è basata sul francese, che all'epoca era la lingua più diffusa per i rapporti internazionali. Ma si noti che nel 1879, soltanto quarant'anni dopo, il Volapük fu basato piuttosto sull'inglese. In secondo luogo perché l'autore ideò la lingua nella prospettiva di una sempre maggiore necessità di comunicazione tra popoli stranieri, favorita dall'invenzione della ferrovia e della navigazione a vapore. Egli stesso consigliò che il suo progetto venisse impiegato su questi "nuovi mezzi per viaggiare".

## Grammatica
La Communicationssprache si basa sulla semplificazione del francese; ma sono presenti influenze del latino, dell'inglese e del tedesco. Il vocabolario è in grande prevalenza francese, anche se scritto con un'ortografia modificata e fonetica, perché l'autore riteneva che la conoscenza del lessico francese fosse quasi universale tra le classi colte della sua epoca.
Alcune caratteristiche:
- Le regole non hanno eccezioni
- Non esistono articoli
- Gli aggettivi sono invariabili
- I comparativi terminano in -ior e in -iost
- Gli avverbi sono formati aggiungendo il suffisso -ly agli aggettivi
- Gli aggettivi possessivi sono ma, ta, sa, no, vo, lore
- I pronomi possessivi terminano in -a
- I pronomi personali sono caratterizzati dalle vocali a, e, o, corrispondenti alle 3 persone, al nominativo. Si declinano come i sostantivi
- Gli infiniti terminano in -er
- I sostantivi hanno una declinazione:
  - Il nominativo-vocativo termina in -a
  - Il genitivo in -e
  - Il dativo in -i
  - L'accusativo in -o
  - L'ablativo in -u
  - Tutti formano il plurale aggiungendo una -s
- I sostantivi sono sempre scritti con l'iniziale maiuscola, come in tedesco
- I numeri da 1 a 10 sono:

| 1   | 2   | 3    | 4      | 5     | 6     | 7     | 8    | 9    | 10  |
| una | dua | tria | quatra | quina | sesta | setta | otta | nona | dia |
| --- | --- | ---- | ------ | ----- | ----- | ----- | ---- | ---- | --- |

## Esempio
Il Padre nostro 

No Pera, wia ete Cielu
ta Noma sanctiferii;
ta Royoma Ais arrivii;
ta volonta färerii
com Cielu änsi Terru.
Donne Ais noa Päno quotidien;
pardonne Ais noa offansos,
com pardonnas Aos offanding;
non permette que succombias tantationi;
mä delivre Aos malu.